# 機動戦士ガンダム戦記 (PlayStation 3)
『機動戦士ガンダム戦記』（きどうせんしがんだむせんき MOBILE SUIT GUNDAM BATTLE FIELD RECORD U.C.0081 ）は、2009年9月3日にバンダイナムコゲームスから発売されたPlayStation 3用アクションゲーム。
初回限定版として同日の発売となった薄型PlayStation 3とダウンロードコンテンツの購入権が本作ソフトと同梱となった『機動戦士ガンダム戦記 GUNDAM 30th ANNIVERSARY BOX』も発売された。
本項では、OVA版および漫画版についても併せて記述する。

## 概要
本作はPlayStation 2用ソフト『機動戦士ガンダム戦記 Lost War Chronicles』と同じ「ガンダム戦記」シリーズの一つであり、前作と同様プレイヤーは地球連邦軍・ジオン公国軍に所属するモビルスーツ（MS）隊の隊長としてゲームを進行する形式となっている。ただし、本作の開発チームは前作『Lost War Chronicles』を手がけたチームとは別であり、特徴であったガンダムシリーズのキャラクター・MSのゲスト出演はない。また前作とは異なり、別ゲームシリーズである『機動戦士ガンダム外伝』のような、ストーリー性の強い内容となっている。
今作の主な舞台となる時代は一年戦争終結後である宇宙世紀（U.C.）0081年となっており、戦後に開発されたという設定だったMSが複数登場するのが特徴の一つとなっている。
なお、初回特典用映像としてOVA『機動戦士ガンダム戦記 アバンタイトル』が製作されたほか、ゲームの発売に先駆けて、雑誌『ガンダムエース』2009年8月号にて夏元雅人による『機動戦士ガンダム戦記U.C.0081 -水天の涙-』が漫画化された。

## あらすじ
宇宙世紀0081年。一年戦争終結から1年以上が経過していたが、地球に降下したジオン軍残党は世界各地で潜伏し散発的なゲリラ戦で連邦に対する反抗を続けていた。これに対し戦後に急速に軍縮を進めた連邦軍は局所的な戦力不足に陥りジオン残党の後手に回ると言う失態を犯してしまう。
この局面を打開する為、連邦軍はジオン残党のゲリラ掃討を主任務とする遊撃特務部隊、通称ファントムスイープ隊を結成。隊長にユーグ・クーロ大尉を迎え、地球各地のジオン残党の処理にあたらせる。一方で、エリク・ブランケ少佐を隊長とするジオン残党部隊インビジブル・ナイツは、極秘作戦「水天の涙」実行のために、連邦軍に鹵獲されていたイフリート・ナハトを奪取する。

## 登場人物

### 地球連邦軍「ファントムスイープ隊」
ジオン軍の残党狩りを任務とする連邦の遊撃特務部隊。
ユーグ・クーロ (Hugues Courand)
声 - 東地宏樹
32歳、大尉。一年戦争時の41号作戦（地球連邦軍によるキャリフォルニアベース攻略作戦）にて、自分以外の部隊員が全員死亡した中でただ一人生き残ったことから、軍の一部で「部下殺し」と揶揄されている。本人も部下を死なせてしまった事に強い罪悪感を抱き、それがトラウマになっており、部下を死なせないことが行動原理となっている。
また、41号作戦ただ一人の生き残りであったことから軍のプロパガンダに利用され、英雄として祭り上げられた過去もある。
ファントムスイープ隊結成に伴って部隊長として招聘された。当初はジム・コマンドに搭乗していたが、後に名目上はデータ収集であるがRX-81ジーライン、ガンダム7号機のパイロットとなる。
シェリー・アリスン (Cherie Allison)
声 - 中村千絵
24歳、中尉。北米のオーガスタ基地でテストパイロットを務めており、ガンダム7号機の開発にも一部携わっていた。実戦経験はないが、MS操縦技能を評価されてファントムスイープ隊結成時に招聘される。その正体はインビジブル・ナイツに所属するタチアナ・デーアでありオーガスタ基地の情報収集を行っていた。
漫画版では、ジオンと連邦で板ばさみになっている自分に苦悩する様子が強調され、その中でユーグに惹かれていく過程が描かれている。
オーガスタ基地を目標とした第1回目の水天の涙作戦にて、ジオンのスパイであることが露呈。その後は幽閉されていたが、アラビア半島のアデン宇宙港にて、クリストの乗るイフリート・ナハトの突撃からユーグを守るためにジム・コマンドで飛び出し、クリストと共に施設の爆発に巻き込まれ死亡した。
漫画版ではアデン宇宙港での戦闘で同様に爆発に巻き込まれ死亡認定されたが、クリストがパイプラインの中にシェリーの機体を押し込んだ事で一命を取り留めている。後に、月からの帰還中のユーグに生存の一報が伝えられた。
ヒュー・カーター (Hugh Carter)
声 - 家中宏
28歳、中尉。ニューヤーク出身。無能な上官を殴りつけてしまったことで、最前線部隊であるファントムスイープ隊に左遷同様で転属になった。気楽な性格で作戦中にもよく軽口を叩き、マオに叱られている。
一年戦争時に家族を戦争に巻き込まれる形で失っており、それが原因でユーグが英雄扱いされていた当時は彼を憎んでいたが、ただの八つ当たりに過ぎない事実も理解している。そして当人と出会い、その部下となった後は、彼が戦後の連邦軍において必要な人材であると認識を改める。
ニューヤーク防衛作戦にて、残存していた敵機の攻撃からユーグを庇い、相打ちになる形で死亡した。漫画版では瀕死の重傷を負うが一命を取り止め、戦線離脱する。
ボブ・ロック (Bob Rock)
声 - 緒方賢一
45歳。『機動戦士ガンダム外伝 コロニーの落ちた地で…』にも登場した人物。ファントムスイープ隊の整備長を務める古参メカニックマン。
漫画版では、RX-78系の整備を担当してきたアニー・ブレビッグとサラブレッドで対面しているが、7号機をめぐる装備方針に関してはパイロットであるユーグの適正を優先した考えから、意見対立していた。7号機の初出撃後、機動補正プログラムが抜かれていたことに激怒するが、その後は7号機を運用するためにアニーと連携、重装フルアーマーへの換装を担当した。
ゴドウィン・ダレル (Godwin Durrell)
声 - 大友龍三郎
50歳、准将。ファントムスイープ隊の総責任者。一見冷静で無愛想に見えるが、人情や情け深い面も併せ持っており、裏に手を回してRX-81ジーラインやガンダム7号機などの新装備を都合するなど、隊の裏方として尽力する。しかし、その手腕を快く思わない将軍も多いとされる。
マオ・リャン (Mao Lian)
声 - 安藤麻吹
27歳、少佐。ユーグの直属の上官にあたり、情報解析やオペレーティングを担当する。
漫画版ではユーグと恋人同士であったが、とある理由で別れている。一方で、ユーグとシェリーの良好な関係に嫉妬を感じるなど、彼への想いは残っている。任務において彼に高圧的なのも過去のトラウマから無茶へ走る彼の身を案じているからと思われる。その後、辛くも帰還してきた際には、素直に安堵の表情を浮かべ、残党が画策した「水天の涙」阻止後は任務も終わり、戦いを通じて過去を乗り越えたユーグとよりを戻したような素振りを漫画版ラストに見せる。
ロブ・ハートレイ (Rob Hartlay)
声 - 乃村健次
40歳、中尉。補充メンバーとしてストーリー途中から合流。長年中尉止まりであるため「万年中尉」と自称するものの、実際は昇進して実戦部隊から離れたくないので、時にはわざと問題行動を起こして昇進の話を潰している。部下殺しと揶揄されるユーグに対し偏見は持っておらず、信頼を置いている。
漫画版ではシェリーが消息不明になった後、アサルトアーマーに換装したジーラインのパイロットに就任している。
カマル・クマル (Kamal Kumar)
声 - 川田紳司
23歳、少尉。補充メンバーとしてストーリー途中から合流。インドシナ半島にて、自身が所属していた部隊が壊滅寸前であったところをファントムスイープ隊に助けられる。その後に原隊の解散が決まったことから、ファントムスイープ隊に引き抜かれてきた。
ハイメ・カルモナ (Jaime Carmona)
声 - 中井和哉
25歳、中尉。補充メンバーとしてストーリー途中から合流。かなりの額の借金があるらしく、戦闘中でもそれを気にする台詞を時折耳にすることができる。
スチュアート
声 - 徳山靖彦（SDガンダム GGENERATION GENESIS）
漫画版のみ登場。『機動戦士ガンダム0080 ポケットの中の戦争』にも登場した人物。そちらの詳細は「機動戦士ガンダム0080 ポケットの中の戦争の登場人物#スチュアート」を参照。
ペガサス級揚陸艦「サラブレッド」の艦長で階級は中佐。軍上層部の命令に忠実に従い部下の進言を無視、上官であるゴドウィンの問いかけに対し自身の意見を曲げるような発言をするなど、一貫して保身的な人物として描かれている。
ジオンのスパイであったシェリーがテストパイロットを務めていたガンダム7号機の機動補正プログラムの封印を上層部が決定、その命令に忠実に従っていた。その結果、ユーグの搭乗するガンダム7号機を度々苦境に追い込んでいる。重装フルアーマーガンダム7号機の単独出撃任務の際、ゴドウィンに直接通信で機動補正プログラム使用の正式な許可が下りたことを通達され、最終的な判断を委ねられると即座にプログラムの使用を決定した。

### ジオン公国軍「インビジブル・ナイツ」
作戦名「水天の涙」遂行の為に結成されたジオン軍部隊。作戦前に一年戦争が終結してしまうも、それに納得出来なかったエリク・ブランケが同志達を集め、地球に降下。戦争終結から約1年後となる宇宙世紀0081年に行動を開始する。
エリク・ブランケ (Erik Blanke)
声 - 内田夕夜
20歳、少佐。ジオン公国の名家の出で、アイロスやフリッツとは幼馴染。家柄の為に自分にだけ召集令状が届かず、アイロスやフリッツ達だけが軍に入ったのに異を唱え、自ら志願してジオン軍に入隊した。軍本部からの特命により、二階級特進の上でマスドライバーを用いた質量弾投下作戦「水天の涙」を実行する部隊「インビジブル・ナイツ」の隊長に任命されるも、作戦実行前に戦争が終結。これに納得のいかなかったエリクは、終結から1年後に水天の涙を実行に移すべく、連邦軍基地に接収されていたイフリート・ナハトを強奪し、作戦遂行に向けての行動を開始する。しかし、ファントム・スイープによる執拗な追撃を受ける中で、フリッツやスパイとして潜入していたタチアナ、クリストといった同志達を失っていき、宇宙へ上がった後、作戦遂行の要となるマスドライバーを守るべく高機動型ゲルググに登場してユーグの駆るガンダム7号機と激突を繰り広げる。
漫画版では最終的に仲間を逃がし作戦を成功させたとして自身は連邦軍に捕らわれ、数多くのテロ行為を行った罪で極刑宣告を言い渡されるも、自らの勝利を確信していたエリクは不敵な笑みを浮かべるだけであった。しかし、護送される中でエリクが見たのは、マスドライバーの終端部に受けた攻撃の影響で軌道がずれ、オーガスタに落ちる事無く地球を周回した質量弾が砕けて流星群となった結末であり、犠牲を払いながらも実行した水天の涙は失敗という形で終わりを迎えた。その後、宣告通りに極刑に処せられたと思われるが、タチアナが生きていた事実は最後まで知らなかった。また、ゲームや漫画本編では作戦に殉じる優秀な指揮官として描かれているが、ゲーム版のCMではガンダムに遭遇して狼狽、部下に対して「お前らだけ突撃」などと無謀な命令を出し、自らは敵前逃亡するというネタがあった。
アイロス・バーデ (Ailos Bade)
声 - 浜田賢二
20歳、少尉。隊のサブリーダーを務める。エリクの頼れるパートナーとして、幼き頃から公私共にエリクを支えてきた。
ゲーム『SDガンダム GGENERATION GENESIS』のシナリオ「機動戦士ガンダム戦記 BATTLEFIELD RECORD U.C. 0081」では、月面決戦時リック・ドムIIに搭乗。
漫画版では、「水天の涙」作戦終了後、極刑宣告をされて護送されていくエリクの姿を見届け、何処かへと去っていった。
フリッツ・バウアー (Fritz Bauer)
声 - 鳥海浩輔
20歳、少尉。落ち着いた性格のアイロスとは反対にお喋りで陽気な性格。インドシナ半島の基地防衛戦にてシェリーに撃たれ、死亡してしまう。
クリスト・デーア (Christo Doerr)
声 - 小山剛志
25歳。インビジブル･ナイツの整備長を務める。エリクが幼い頃からの知り合いであり、兄貴分として慕われている。一年戦争時はパイロットであったが、ア・バオア・クー戦での負傷で足に障害を負い、その後メカニックに転向した。タチアナ・デーア（シェリー・アリスン）の兄。
アラビア半島のアデン宇宙港にて、インビジブル・ナイツを乗せたHLVを月に送り出すため、宇宙では不要となるイフリート・ナハトでユーグに特攻をかけるが、シェリーがユーグを庇って割り込み、彼女と相打ちになった。しかし、実際にはシェリーの機体を基地のパイプラインに押し込んで助けており、自身は機体と運命を共にした。
フィリーネ・イステル (Philine Istel)
声 - 藤村歩
18歳、伍長。一年戦争終結後にインビジブル･ナイツに合流した新米オペレータ。
オットー・アイヒマン (Otto Eichmann)
声 - 石井康嗣
42歳、大佐。インビジブル・ナイツに大きな期待を寄せている。オーガスタ基地への水天の涙作戦を確実に実行するため、基地へ向けてガウ攻撃空母で特攻をかけて戦死する。
ヒルデ・ニーチェ (Hilde Nietzsche)
声 - 伊藤静
20歳、少尉。イフリート・ナハト強奪作戦の下準備のために隊を離れていたが、作戦成功にともない部隊に合流。
ゲーム『SDガンダム GGENERATION GENESIS』のシナリオ「機動戦士ガンダム戦記 BATTLEFIELD RECORD U.C. 0081」では、オーガスタ基地ではザクI (エリク・ブランケ専用機)、月面決戦時にザクII F2型に搭乗。
グスタ・エーベル (Gusta Ebel)
声 - 松原大典
19歳、少尉。士官学校でのエリクの後輩。旧インドシナ半島の防衛作戦のために補充メンバーとしてストーリー途中から合流し、以降は最後まで同行する。
ゲーム『SDガンダム GGENERATION GENESIS』のシナリオ「機動戦士ガンダム戦記 BATTLEFIELD RECORD U.C. 0081」では、月面決戦時にザクII F2型に搭乗。
ロルフ・アーレンス (Rolf Ahrens)
声 - 前野智昭
19歳、少尉。士官学校でのエリクの後輩。マスドライバーを奪取するために月面へ攻め込む部隊に所属していたが、連邦に作戦を察知されて失敗。その後は再起を狙って潜伏し、水天の涙作戦を補佐するために補充メンバーとして部隊に合流。

## 水天の涙作戦
本作品のキーワードとなる「水天の涙作戦」とは、月面のマスドライバー基地から大質量弾を地球の主要な施設・都市に向けて発射する作戦。これによって地球連邦政府を威嚇し、ジオン軍に未だ継戦能力があることを知らしめ、スペースノイドの自治（ジオンの復興）に向けた会談の席に連邦政府の首脳陣を着かせるのが最終目的である。
第1回目の作戦は、北米のオーガスタ基地に向けて大質量弾を発射する予定だったが、作戦を事前に察知した連邦軍が月に向けて部隊を送り込み、マスドライバー基地を奪還したことで失敗。第2回目の攻撃を確実に成功させるため、インビジブル・ナイツが月面に向かい、マスドライバー基地を再度占拠する計画が実施される。
「水天の涙」とは、まだ人類が宇宙に居住する前の時代、空から海に向かって流れ星が降ってくる現象に対して、ある島国にて付けられた名前のこと。

## 登場兵器
ガンダム7号機、RX-81は1990年代にメカニックデザイン企画『M-MSV』で発表された大河原邦男のデザインを本作のためにカトキハジメがリニューアル。RX-81には本作から「ジーライン」という名称が追加された。また、新規のMSとしてイフリート・ナハトが登場した。
地球連邦軍
- RX-78-7 ガンダム7号機
  - FA-78-3 フルアーマーガンダム7号機
  - HFA-78-3 重装フルアーマーガンダム7号機
- RX-81 ジーライン 基本フレーム
  - RX-81ST ジーライン スタンダードアーマー
  - RX-81LA ジーライン ライトアーマー
- RGM-79 ジム
  - RGM-79 ジム砂漠仕様
  - ゴールド・ジム
- RGM-79G ジム・コマンド
  - RGM-79GS ジム・コマンド宇宙戦仕様
- RGM-79D ジム寒冷地仕様
- RGM-79[G] 陸戦型ジム
- RGM-79[G] ジム・スナイパー
- RGM-79SC ジム・スナイパーカスタム
- RGM-79SP ジム・スナイパーII
  - RGM-79SP ジム・スナイパーII（リド・ウォルフ専用）
- RAG-79 アクア・ジム
- RGC-80 ジム・キャノン
  - RGC-80 ジム・キャノン（リド・ウォルフ専用）
- RGC-83 ジム・キャノンII
- RGM-79FP ジム・ストライカー
- RGM-79 パワード・ジム
- RGM-79N ジム・カスタム
- RGM-79Q ジム・クゥエル
- RX-75 ガンタンク
- RX-75 量産型ガンタンク
- RMV-1 ガンタンクII
- RX-77 ガンキャノン
  - RX-77 ガンキャノン（SML装備）
- RX-77-3 ガンキャノン重装型
- RX-77D 量産型ガンキャノン
  - RX-77D 量産型ガンキャノン （リド・ウォルフ専用）
- RX-79[G] 陸戦型ガンダム
  - RX-79[G] 陸戦型ガンダム（ジム頭）
- RX-79[G]Ez8 ガンダムEz8
- RX-78-1 プロトタイプガンダム
- RX-78-2 ガンダム
- RX-78-3 G-3ガンダム
- RX-78NT-1 ガンダムNT-1
- FA-78-1 フルアーマーガンダム

ジオン公国軍
- MS-08TX/N イフリート・ナハト
- MS-05B ザクI
  - MS-05B ザクI（エリク専用）
  - MS-05B ザクI（黒い三連星専用）
  - MS-05B ザクI（ランバ・ラル専用）
- MS-05L ザクI・スナイパータイプ
- MS-06F ザクII
  - MS-06J ザクII砂漠仕様
  - シルバー・ザク
- MS-06S 指揮官用ザクII
  - MS-06S シャア専用ザクII
- MS-06FS ガルマ専用ザクII
- MS-06K ザク・キャノン
  - MS-06K ザク・キャノン(指揮官用)
- MS-07B グフ
- MS-07B-3 グフカスタム
- MS-09 ドム
- MS-09F/TROP ドム・トローペン
  - MS-09F/TROP ドム・トローペン砂漠仕様
- MS-09K-1 ドム・キャノン単砲仕様
  - MS-09K-2 ドム・キャノン複砲仕様
- MS-09R リック・ドム
- MS-14A ゲルググ
  - MS-14A ゲルググ砂漠仕様
- YMS-14 先行量産型ゲルググ
  - YMS-14 シャア専用ゲルググ
- MS-14B 高機動型ゲルググ
  - MS-14B エリク・ブランケ専用高機動型ゲルググ
  - MS-14B ジョニー・ライデン専用高機動型ゲルググ
  - MS-14B シン・マツナガ専用高機動型ゲルググ
- MS-14C ゲルググキャノン
- MS-14JG ゲルググJ
- YMS-15 ギャン
- MS-18E ケンプファー
- YMS-16M ザメル
- MSM-04 アッガイ
- MSM-03 ゴッグ
- MSM-03C ハイゴッグ
- MSM-07 ズゴック
  - MSM-07S シャア専用ズゴック
- MSM-07E ズゴックE
- MAM-07 グラブロ
- MA-05 ビグロ
- MA-08 ビグ・ザム

## ダウンロードコンテンツ

### 追加モビルスーツ
有料ダウンロードコンテンツとして以下のモビルスーツが順次販売された。『機動戦士ガンダム戦記 GUNDAM 30th ANNIVERSARY BOX』には第1弾のフルアーマーガンダム7号機とジーライン アサルトアーマーがダウンロードできるプロダクトコードが同梱されている。
2009年9月17日配信
- フルアーマーガンダム7号機
- ジーライン アサルトアーマー

2009年10月15日配信
- RX-78GP01 ガンダム試作1号機
- RX-78GP02 ガンダム試作2号機（MLRS仕様）
- ジーライン アサルトアーマー（アサルトキャノン）

2009年10月29日配信
- ガーベラ・テトラ
- リック・ディアス - ブラックカラー。
- ジーライン スタンダードアーマー（アサルトキャノン）

2009年11月12日配信
- ガンダム試作1号機フルバーニアン
- ガンダムMk-II (T) - ティターンズカラー。
- ジーライン ライトアーマー（アサルトキャノン）

2009年11月26日配信
- リック・ディアス (QV) - レッドカラー。
- ジーライン アサルトアーマー（ミサイルランチャー）

2009年12月3日配信
- ガンダムMk-II - エゥーゴカラー。
- ジーライン アサルトアーマー（ガトリングスマッシャー）

### 追加ミッション
フリーミッションモードの無料ダウンロードコンテンツ。ただしプレイするには一定プレイを進めていることが条件。
2009年10月22日配信
- 連邦軍ミッション「強奪部隊追跡」（マップ：リビア砂漠）
- ジオン軍ミッション「HLV破壊作戦（改）」（マップ：アデン基地・宇宙港）

2009年11月5日配信
- 連邦軍ミッション「デラーズ・フリート参戦」（マップ：マスドライバー基地）
- ジオン軍ミッション「新型モビルスーツを撃破せよ」（マップ：オーガスタ基地）

2009年11月19日配信
- 連邦軍ミッション「エゥーゴ登場」（マップ：月面（丘隆地帯））
- ジオン軍ミッション「ティターンズ登場」（マップ：月面（丘隆地帯））

### アップデート
2009年10月15日配信
ネットワークプレイ関連の仕様の変更。
2009年11月19日配信
カスタムパーツ新規追加。ミッションプライズの新規設定。アッガイにステルス追加。対戦ルール調整。

## OVA
『機動戦士ガンダム戦記 アバンタイトル』は、PS3『機動戦士ガンダム戦記』初回特典用に製作されたフルHDアニメーション作品。約7分。2009年9月3日から10月31日までの期間限定で配信され、初回生産分に同梱されているプロダクションコードをPlayStation Storeで入力することにより、7日間だけ視聴可能となっていた。ソフト化や再配信はされていない。
宇宙世紀0079年12月31日における、ジオン軍のエリク・ブランケと地球連邦軍のユーグ・クーロの各視点から、ア・バオア・クーでの最終決戦が手描きにCGやハーモニー処理を組み合わせた映像で描かれる。劇場版『機動戦士ガンダムIII めぐりあい宇宙編』を別視点から見た映像としても描かれており、同作に複数機が登場したビグロやパイロットが不明だったガンキャノン203、OVA『機動戦士ガンダム0083 STARDUST MEMORY』に登場するアナベル・ガトーの母艦であったドロワも登場している。リック・ドムのビームバズーカは、マスターグレードの説明書を元に作画された。

### キャスト
- ユーグ・クーロ - 東地宏樹
- エリク・ブランケ - 内田夕夜
- クリスト・デーア - 小山剛志
- ジオン兵士 - 白熊寛嗣、阿部敦、樋口智透

### アニメーションスタッフ
- 脚本・絵コンテ・監督 - 松尾衡
- キャラクターデザイン・作画監督 - 鈴木竜也
- デザインワークス - 鈴木卓也
- 音楽 - 甲斐政俊
- 協力 - バンダイナムコゲームス、バンダイホビー事業部
- プロデューサー - 稲垣浩文、梅崎淳志
- 企画・製作 - サンライズ

### 登場兵器 (OVA)
連邦軍
- ジム・コマンド（ユーグ・クーロ機）
- ジム
- ジムキャノン
- ボール
- ガンダム（アムロ・レイ機）
- ガンキャノン（203号機）
- サラミス
- コロンブス
- ホワイトベース

ジオン軍
- ゲルググ（エリク・ブランケ機）
- ゲルググキャノン
- ザクII
- リック・ドム
- リック・ドム ビーム・バズーカ試験型
- ビグロ
- ジオング（シャア・アズナブル機）
- ドロワ
- ムサイ
- ガトル

## 漫画
『機動戦士ガンダム戦記U.C.0081 -水天の涙-』は、雑誌「ガンダムエース」にて連載された夏元雅人の漫画。
ゲーム本編発売から先駆ける形で2009年8月号から連載された。連邦・ジオンの各ストーリーモードを折衷した内容となっており、加えてユーグ・クーロの一年戦争時代や宇宙戦に移行してからのファントムスイープ隊の出来事などがより掘り下げられて描かれている。また、漫画版『機動戦士ガンダム外伝 宇宙、閃光の果てに…』の関連キャラクターが登場するなど、同作者が執筆した作品の設定を引き継いでいるのも特徴である。
単行本
1. 2009年12月26日刊行 ISBN 4-04-715344-3
2. 2010年6月26日刊行 ISBN 4-04-715463-6
3. 2011年1月26日刊行 ISBN 4-04-715609-4
4. 2011年6月24日刊行 ISBN 4-04-715707-4